# بخش برمن، شهرستان پاین، مینه سوتا
بخش برمن (به انگلیسی: Bremen Township) یک منطقهٔ مسکونی در ایالات متحده آمریکا است که در شهرستان پین، مینه‌سوتا واقع شده‌است.
 بخش برمن ۹۳٫۷ کیلومتر مربع مساحت و ۲۴۶ نفر جمعیت دارد و ۳۶۵ متر بالاتر از سطح دریا واقع شده‌است.